# Llocnou d’En Fenollet
Llocnou d’En Fenollet – gmina w Hiszpanii, w prowincji Walencja, we wspólnocie autonomicznej Walencja, o powierzchni 1,53 km². W 2011 roku liczyła 920 mieszkańców.